# Älgtjärnarna (Ore socken, Dalarna)
Älgtjärnarna är en sjö i Rättviks kommun i Dalarna och ingår i Dalälvens huvudavrinningsområde. Sjön har en area på 0,0649 kvadratkilometer och ligger 247,1 meter över havet.

## Delavrinningsområde
Älgtjärnarna ingår i det delavrinningsområde (678168-148924) som SMHI kallar för Utloppet av Amungen. Medelhöjden är 257 meter över havet och ytan är 189,57 kvadratkilometer. Räknas de 50 avrinningsområdena uppströms in blir den ackumulerade arean 640,42 kvadratkilometer. Lillälven (Tängerströmmen) som avvattnar avrinningsområdet har biflödesordning 2, vilket innebär att vattnet flödar genom totalt 2 vattendrag innan det når havet efter 287 kilometer. Avrinningsområdet består mestadels av skog (58 procent). Avrinningsområdet har 60,74 kvadratkilometer vattenytor vilket ger det en sjöprocent på 32 procent.